# Legea lui Okun

Graficul, bazat pe date trimestriale din SUA (neanualizate) între 1948 și 2016, estimează o formă a versiunii de diferență a legii lui Okun: % modificare PIB = 3,2 − 1,8 * (modificare rată șomaj). R^{2} = 0,463. Abaterile față de alte rezultate se datorează parțial utilizării datelor trimestriale.

În economie, legea lui Okun descrie o relație empirică observată între șomaj și pierderile în producția unei țări, evidențiind cum creșterea șomajului afectează PIB-ul. Formulată pentru prima dată de economistul american Arthur Melvin Okun⁠(d) în 1962, aceasta a devenit un principiu esențial al macroeconomiei. „Versiunea decalajului” susține că, pentru fiecare creștere de 1% a ratei șomajului, PIB-ul unei țări va fi cu aproximativ 2% mai mic decât PIB-ul său potențial, indicând astfel pierderi economice semnificative asociate cu șomajul ridicat. „Versiunea diferențelor” analizează relația dintre variațiile trimestriale ale ratei șomajului și modificările trimestriale ale PIB-ului real, oferind o măsură mai detaliată a acestei dinamici. Deși legea a avut un impact semnificativ asupra politicii economice, aplicabilitatea sa a fost contestată, mai ales în contextul crizelor economice recente și al schimbărilor structurale din piețele muncii.

## Relație imperfectă
Legea lui Okun reprezintă o relație empirică între rata șomajului ciclic și PIB-ul real. În formularea originală a legii, o creștere de 2% a producției este asociată cu o scădere de 1% a ratei șomajului ciclic, o creștere de 0,5% a participării forțatei de muncă, o creștere de 0,5% a orelor lucrate per angajat și o creștere de 1% a producției pe oră lucrată (productivitatea muncii).
Legea lui Okun afirmă că o creștere de 1 punct procentual a ratei șomajului ciclic este asociată cu o scădere de 2 puncte procentuale ale PIB-ului real. Relația variază în funcție de țara și perioada de timp analizată.
Această relație a fost testată prin regresia creșterii PIB-ului sau a PIB-ului național brut (PNB) față de schimbările ratei șomajului. Martin Prachowny a estimat o scădere de aproximativ 3% a producției pentru fiecare creștere de 1% a ratei șomajului. Cu toate acestea, el a argumentat că majoritatea acestei scăderi a producției se datorează altor factori decât șomajul, cum ar fi utilizarea capacității de producție și numărul de ore lucrate. Dacă acești factori sunt menținuți constanți, asocierea dintre șomaj și PIB se reduce la aproximativ 0,7% pentru fiecare creștere de 1% a ratei șomajului. De asemenea, magnitudinea acestei scăderi pare să fi scăzut în timp în Statele Unite. Potrivit lui Andrew Abel și Ben Bernanke, estimările bazate pe datele recente sugerează o scădere de aproximativ 2% a producției pentru fiecare creștere de 1% a șomajului.
Există mai multe motive pentru care PIB-ul poate crește sau scădea mai rapid decât șomajul:
Pe măsură ce șomajul crește,
- se reduce efectul multiplicatorului, cauzat de circulația banilor din salarii
- persoanele șomere pot ieși din forța de muncă (nu mai caută un loc de muncă), iar acestea nu mai sunt incluse în statisticile șomajului
- lucrătorii angajați pot lucra mai puține ore
- productivitatea muncii poate scădea, deoarece angajatorii pot păstra mai mulți angajați decât ar fi necesar pentru a menține eficiența operațională, ceea ce poate duce la scăderea productivității

O implicație importantă a legii lui Okun este că o creștere a productivității muncii sau o creștere a dimensiunii forței de muncă poate duce la o creștere a producției nete reale, fără ca rata șomajului să scadă, fenomen cunoscut sub denumirea de „redresare fără crearea de locuri de muncă”. De asemenea, legea lui Okun este considerată un principiu orientativ, mai degrabă decât o lege rigidă, iar aplicabilitatea sa poate varia în funcție de condițiile economice și de flexibilitatea pieței muncii.
Legea lui Okun este uneori confundată cu decalajul Lucas, care se referă la diferența dintre producția economică potențială și producția efectivă în perioadele de fluctuații economice.

## Formulări matematice ale legii lui Okun
Versiunea decalajului a legii lui Okun poate fi exprimată (Abel & Bernanke 2005) astfel:
{\displaystyle {\frac {{\overline {Y}}-Y}{\overline {Y}}}=c(u-{\overline {u}})}, unde
- {\displaystyle Y} reprezintă PIB-ul real, adică valoarea actuală a producției economice
- {\displaystyle {\overline {Y}}} reprezintă PIB-ul potențial, care este o estimare a PIB-ului ce ar putea fi realizat într-o economie aflată la „ocupare completă” – adică fără șomaj ciclic, doar cu șomaj frictional și structural. PIB-ul potențial nu poate fi măsurat direct și se estimează pe baza unor metode econometrice și tendințelor economice.
- {\displaystyle u} reprezintă rata șomajului efectiv, adică rata actuală a șomajului
- {\displaystyle {\overline {u}}} reprezintă rata naturală a șomajului, care se referă la nivelul de șomaj existent atunci când economia operează la capacitate maximă, fără șomaj ciclic
- {\displaystyle c} este coeficientul care măsoară legătura dintre modificările ratei șomajului și modificările PIB-ului. În Statele Unite, valoarea lui c a variat de obicei între 2 și 3, dar acest coeficient poate varia în funcție de caracteristicile economice specifice ale fiecărei economii.

În Statele Unite, din jurul anului 1955, valoarea lui c a fost de obicei între 2 și 3, conform celor menționate mai sus.
Versiunea decalajului a legii lui Okun, așa cum este scrisă mai sus, este dificil de aplicat în practică, deoarece atât {\displaystyle {\overline {Y}}} (PIB-ul potențial), cât și {\displaystyle {\overline {u}}} (rata naturală a șomajului) nu pot fi măsurate direct, ci doar estimate. De aceea, o formă mai utilizată este „forma diferențială” sau „forma ratei de creștere” a legii lui Okun, care leagă modificările PIB-ului de modificările ratei șomajului:
{\displaystyle {\frac {\Delta Y}{Y}}=k-c\,\Delta u\,}, unde:
- {\displaystyle Y} și {\displaystyle c} sunt definite mai sus
- {\displaystyle \Delta Y} reprezintă schimbarea PIB-ului real de la un an la altul
- {\displaystyle \Delta u} reprezintă schimbarea ratei șomajului de la un an la altul
- {\displaystyle k} este rata medie anuală de creștere a PIB-ului în condiții de „ocupare completă”, adică atunci când economia funcționează la capacitatea sa maximă, fără șomaj ciclic

În prezent, în Statele Unite, k este de aproximativ 3%, iar 
c este de aproximativ 2, astfel că ecuația poate fi scrisă:
{\displaystyle {\frac {\Delta Y}{Y}}=0.03-2\,\Delta u.\,}
Graficul din partea de sus a acestui articol ilustrează forma legii lui Okun bazată pe rata de creștere, măsurată trimestrial, mai degrabă decât anual. Această formă este preferată în practică deoarece permite utilizarea datelor pe termen scurt, cum ar fi ratele de creștere anuală ale PIB-ului și modificările ratei șomajului, în loc de a depinde de estimări mai complexe ale PIB-ului potențial și ale ratei naturale a șomajului, care sunt mai dificil de obținut cu precizie.

## Derivarea formei legii lui Okun pe baza ratei de creștere
Începem de la prima formă a legii lui Okun:
{\displaystyle {\frac {{\overline {Y}}-Y}{\overline {Y}}}=1-{\frac {Y}{\overline {Y}}}=c(u-{\overline {u}})}
{\displaystyle {\frac {Y}{\overline {Y}}}-1=c({\overline {u}}-u).}
Aplicând diferențele anuale pe ambele părți, obținem:
{\displaystyle \Delta \left({\frac {Y}{\overline {Y}}}\right)={\frac {Y+\Delta Y}{{\overline {Y}}+\Delta {\overline {Y}}}}-{\frac {Y}{\overline {Y}}}=c(\Delta {\overline {u}}-\Delta u).}
Punând ambele fracții pe un numitor comun, obținem:
{\displaystyle {\frac {{\overline {Y}}\,\Delta Y-Y\,\Delta {\overline {Y}}}{{\overline {Y}}({\overline {Y}}+\Delta {\overline {Y}})}}=c(\Delta {\overline {u}}-\Delta u).}
Apoi, înmulțim partea stângă cu {\displaystyle {\frac {{\overline {Y}}+\Delta {\overline {Y}}}{Y}}}, care este aproximativ egal cu 1, obținând:
{\displaystyle {\frac {{\overline {Y}}\Delta Y-Y\Delta {\overline {Y}}}{{\overline {Y}}Y}}={\frac {\Delta Y}{Y}}-{\frac {\Delta {\overline {Y}}}{\overline {Y}}}\approx c(\Delta {\overline {u}}-\Delta u)}
{\displaystyle {\frac {\Delta Y}{Y}}\approx {\frac {\Delta {\overline {Y}}}{\overline {Y}}}+c(\Delta {\overline {u}}-\Delta u).}
Considerăm că {\displaystyle \Delta {\overline {u}}}, schimbarea ratei naturale a șomajului, este aproximativ egală cu 0. De asemenea, considerăm că {\displaystyle {\frac {\Delta {\overline {Y}}}{\overline {Y}}}}, rata de creștere a PIB-ului la nivel de ocupare completă, este aproximativ egală cu valoarea sa medie, {\displaystyle k} . Astfel, {\displaystyle k} reprezintă rata medie anuală de creștere a PIB-ului la nivel de ocupare completă. Așadar, obținem:
{\displaystyle {\frac {\Delta Y}{Y}}\approx k-c\,\Delta u.}

## Utilitatea legii lui Okun în prognoze economice
Prin comparațiile dintre datele reale și prognozele teoretice, legea lui Okun se dovedește a fi un instrument valoros în prezicerea relației dintre șomaj și PIB-ul real. Totuși, acuratețea datelor estimate teoretic prin legea lui Okun, comparativ cu cifrele din lumea reală, este în general limitată. Aceasta se datorează variațiilor coeficientului lui Okun, ce reflectă relația empirică dintre schimbările în șomaj și schimbările în PIB-ul real. Mulți economiști, inclusiv Banca Rezervei din Australia, conchid că informațiile furnizate de legea lui Okun sunt considerate valabile într-o anumită măsură. De asemenea, unele studii sugerează că legea lui Okun are o acuratețe mai mare în prognozele pe termen scurt, decât în cele pe termen lung. Aceasta este concluzia la care au ajuns analiștii datorită condițiilor imprevizibile ale pieței, care pot influența coeficientul lui Okun.
Prin urmare, legea lui Okun este în general acceptată de analiști ca un instrument pentru analiza tendințelor pe termen scurt între șomaj și PIB-ul real, fiind mai puțin utilizată în prognozele pe termen lung sau pentru calcule numerice precise.
Banca Federală a Rezervei din San Francisco a constatat, prin utilizarea datelor empirice din recesiunile din anii 1970, 1990 și 2000, că legea lui Okun este o teorie utilă. Toate recesiunile au prezentat două tendințe comune principale: o buclă în sens anti-orar (o formă de recuperare economică ciclică) pentru datele în timp real și cele revizuite. Recuperările din anii 1990 și 2000 au prezentat bucle mai mici și mai concentrate.